# Simon Fourcade
Simon Fourcade (nascido em 25 de abril de 1984) é um biatleta e suboficial francês. Seu irmão caçula, Martin Fourcade, é também biatleta.

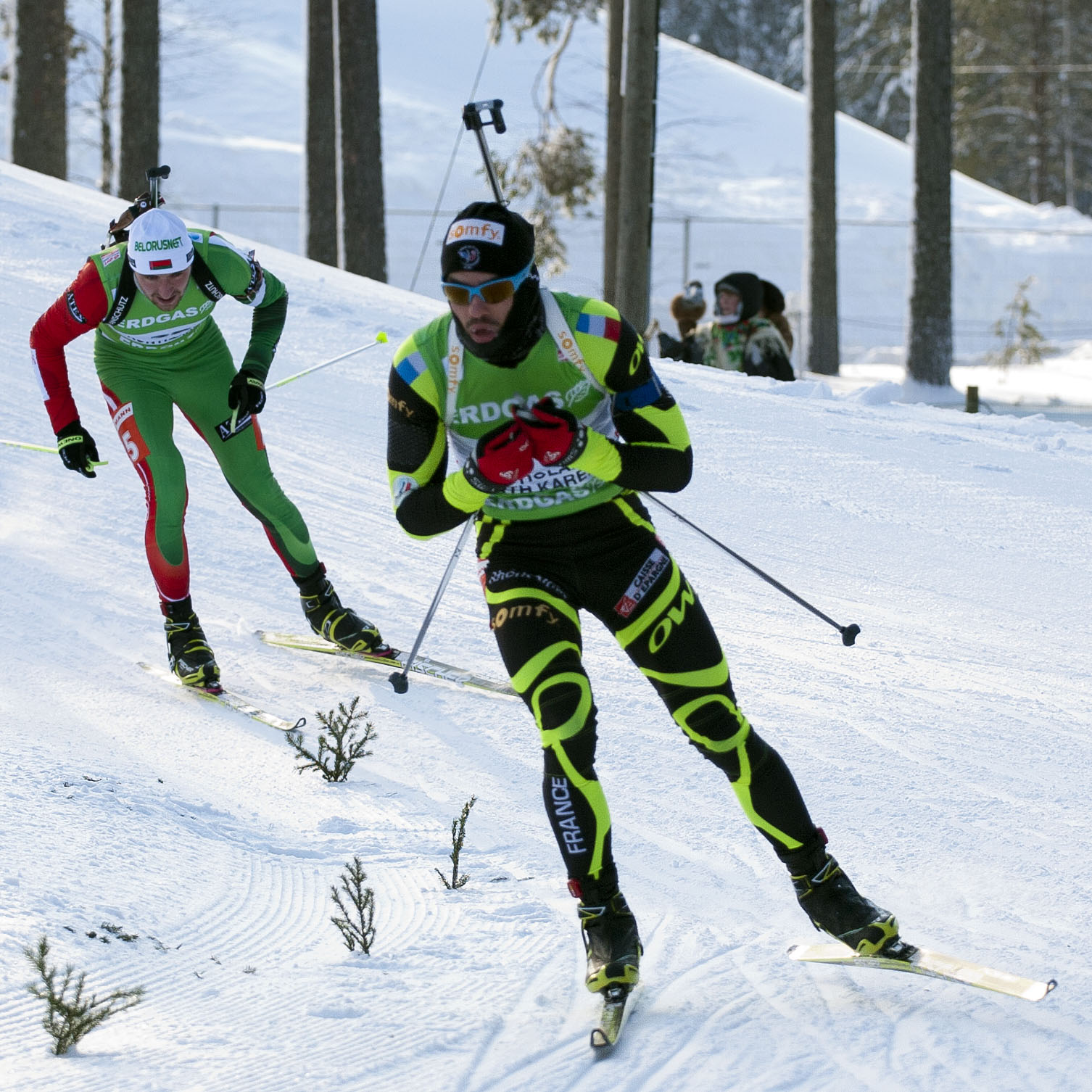
Kontiolahti, Finlândia, 12 de fevereiro de 2012

## Resultados

### Olimpíadas
| Evento         | Velocidade | Perseguição | Individual | Largada coletiva | Revezamento | Revezamento misto |
| -------------- | ---------- | ----------- | ---------- | ---------------- | ----------- | ----------------- |
| Torino 2006    | 31º        | —           | —          | —                | —           | —                 |
| Vancouver 2010 | 40º        | 71º         | —          | 14º              | 6º          | —                 |
| Sochi 2014     | 13º        | 36º         | 18º        | Não completou    | —           | —                 |

### Campeonatos mundiais
| Evento                 | Velocidade | Purseguição | Individual | Largada coletiva | Revezamento | Revezamento misto |
| ---------------------- | ---------- | ----------- | ---------- | ---------------- | ----------- | ----------------- |
| Pokljuka 2006          | —          | —           | —          | —                | —           | 11º               |
| Antholz 2007           | 8º         | 37º         | 25º        | 8º               | 10º         | —                 |
| Östersund 2008         | 4º         | 20º         | 6º         | 27º              | 5º          | —                 |
| Pyeongchang 2009       | 4º         | 6º          | 10º        | 9º               | 4º          | Vencedor          |
| Khanty-Mansiysk 2010   | —          | —           | —          | —                | —           | 5º                |
| Khanty-Mansiysk 2011   | 39º        | 13º         | 6º         | 15º              | 12º         | —                 |
| Ruhpolding 2012        | 5º         | 6º          | 2º         | 5º               | 2º          | 11º               |
| Nové Město 2013        | 6º         | 34º         | 23º        | 9º               | 2º          | —                 |
| Kontiolahti 2015       | 4º         | 4º          | 10º        | 9º               | 3º          | —                 |
| Oslo Holmenkollen 2016 | 53º        | 40º         | 10º        | —                | 9º          | —                 |

Nota: Em 2006 e 2010 o Campeonato Mundial não se realizou, com exceção do revezamento misto.

### Copa do Mundo de Biatlo
| Temporada | Posição geral | Individual | Velocidade | Perseguição | Largada coletiva |
| 2003-2004 | 79º           | ?          | ?          | 65º         | ?                |
| 2005-2006 | 49º           | ?          | 40º        | 39º         | 41º              |
| 2006-2007 | 23º           | 8º         | 34º        | 23º         | 24º              |
| 2007-2008 | 17º           | 6º         | 23º        | 16º         | 22º              |
| 2008-2009 | 15º           | 29º        | 14º        | 14º         | 12º              |
| 2009-2010 | 7º            | 12º        | 9º         | 11º         | 9º               |
| 2010-2011 | 30º           | 24º        | 39º        | 16º         | 42º              |
| 2011-2012 | 5º            | Vencedor   | 10º        | 10º         | 6º               |
| 2012-2013 | 27º           | 29º        | 33º        | 23º         | 24º              |
| 2013-2014 | 39º           | 5º         | 51º        | 34º         | -                |
| 2014-2015 | 11º           | 6º         | 16º        | 11º         | 12º              |
| 2015-2016 | 27º           | 13º        | 35º        | 31º         | 19º              |